# Julie Zeilinger
Pour les articles homonymes, voir Zeilinger.
Julie Zeilinger (née le 4 février 1993) est une blogueuse et écrivain féministe américaine. Elle a créé le blog féministe The F Bomb en 2009 et écrit l'ouvrage féministe A Little F'd Up: Why Feminism is Not a Dirty Word en 2012.